# Saint-Louis-du-Ha! Ha!
Saint-Louis-du-Ha! Ha! ist ein kleiner Ort (Municipalité de paroisse) in der Verwaltungsregion Bas-Saint-Laurent der kanadischen Provinz Québec.
Er gehört zur regionalen Grafschaftsgemeinde Témiscouata rund 53 km südöstlich von Rivière-du-Loup an der Route 185, die Teil des Trans-Canada Highway in Richtung Edmundston ist. Das ländlich geprägte Saint-Louis-du-Ha! Ha! hat 1292 Einwohner (Stand: 2016).

## Ortsname
Der ungewöhnliche Ortsname gibt vielfach Grund zu Spekulationen über seine Herkunft. Die franko-kanadische Sprachgesellschaft Commission de toponymie de Québec gibt den etymologischen Ursprung des Namens aus dem akadischen Französisch an. In dieser französischen Sprachvarietät steht das HaHa für ein unerwartetes Hindernis (vgl. Ha-Ha) bzw. einen plötzlich endenden Weg; diese Bezeichnung soll sich auf den nahe gelegenen Lac Témiscouata beziehen. Die Erklärung für das Louis ist weniger eindeutig. Entweder soll es an den ersten Kolonisten der Region Louis Marquis erinnern oder an Louis-Antoine Proulx, der Vikar in Rivière-du-Loup war. Als Möglichkeit wird auch Louis-Nicolas Bernier in Betracht gezogen, der Abt war.
Die Ausrufezeichen im Ortsnamen haben sich umgangssprachlich eingebürgert, sie werden jedoch inzwischen offiziell im Ortsnamen verwendet. Ein weiterer Ort mit Ausrufezeichen im Ortsnamen ist das englische Westward Ho!. Saint-Louis-du-Ha! Ha! ist jedoch die einzige Gemeinde der Welt mit mehreren Ausrufezeichen im Ortsnamen.

## Persönlichkeiten
- Gérard Couturier (1913–1999), römisch-katholischer Geistlicher, Bischof von Sankt-Lorenz-Golf/Hauterive